# (3403) Tammy
(3403) Tammy es un asteroide perteneciente al cinturón de asteroides, descubierto el 25 de septiembre de 1981 por Laurence G. Taff desde el Laboratorio Lincoln, Socorro, Nuevo México.

## Designación y nombre
Designado provisionalmente como 1981 SW. Fue nombrado Tammy en honor a la esposa de "R. L. Irelan" primer asistente del observatorio.